# Выборы в Палату Представителей Йемена (1997)
Парламентские выборы были проведены в Йемене 27 апреля 1997 года. Правящий Всеобщий народный конгресс президента Али Абдаллы Салеха одержал уверенную победу, взяв 187 из 301 места, хотя несколько оппозиционных партий, в том числе Йеменская социалистическая партия, бойкотируовали выборы, утверждая, что правительство преследовалои и арестовало партийных работников. главной оппозиционной партии Аль-Ислах, критиковали правительство за не проведение экономических реформ и коррупцию. явка избирателей была 61,0 %.

## Кампания
Из 16 миллионов человек в Йемене около 4,6 млн были зарегистрированы, чтобы голосовать около четверти из них-женщины. Однако, только около 2,6 миллиона человек получили свои карточки для голосования.
Более 2300 кандидатов от 12 партий, боролись за 301 мест в Палате представителей. Большинство кандидатов были самовыдвиженцами, однако многие из них были подкреплены либо всеобщим народным Конгрессом или Аль-Ислахом.Там были 19 женщин-кандидатов. каждая партия или независимый кандидат имела свой логотип, таких как сова или лошадь для избирательного бюллетеня, чтобы помочь неграмотным избирателям. было мало разногласия в политике между партиями.

## Результаты
| Участник                                           | Голосов   | %    | Мест | +/-   |
| -------------------------------------------------- | --------- | ---- | ---- | ----- |
| Всеобщий народный конгресс                         | 1,175,343 | 43.1 | 187  | +64   |
| Аль-Ислах                                          | 637,728   | 23.4 | 53   | -9    |
| Организация освобождения людей                     | 55,438    | 2.3  | 3    | +2    |
| Арабская Социалистическая партия «Баас»            | 20,409    | 0.7  | 2    | -5    |
| Национальная арабская Социалистическая партия Баас | 10,134    | 0.4  | 0    | Новый |
| Демократическая Партия Освобождения                | 9,601     | 0.4  | 0    | -1    |
| Партия правды                                      | 5,587     | 0.2  | 0    | -2    |
| Организация Освобождения Реформы                   | 2,755     | 0.1  | 0    | 0     |
| Лига сыновей Йемена                                | 930       | 0.0  | 0    | 0     |
| Другие стороны                                     | 3,400     | 0.1  | 0    | 0     |
| Независимые                                        | 805,636   | 29.5 | 54   | +7    |
| Вакантные                                          |           |      |      |       |
| 2                                                  |           |      |      |       |
| Недействительные голоса                            | 100,408   |      |      |       |
| Общая                                              | 2,827,369 | 100  | 301  | 0     |
| Зарегистрированных избирателей/явка                | 4,637,700 | 61.0 |      |       |
| Источник: Nohlen и соавт.                          |           |      |      |       |

## Последствия
В двух районах, Хаджах и Дамар результаты были аннулированы из-за нарушений. международные наблюдатели охарактеризовали выборы достаточно свободными и справедливыми " и " положительным шагом в демократическом развитии Йемена.
После выборов, 39 депутатов, избранных как независимые вступили в ВНК ,10 присоединился к Аль-Ислах и два присоединились к Йеменской Социалистической партии.